# New York Shipbuilding Corporation
La New York Shipbuilding Corporation (o New York Ship in breve) fu fondata nel 1899 da Henry G. Morse, con l'intenzione originale di stabilire il cantiere a Staten Island, New York. Tuttavia, a causa di costi più vantaggiosi o problemi di acquisizione del terreno, si optò per Camden, nel New Jersey, dove aprì il suo primo cantiere navale nel 1900 sulla sponda est del fiume Delaware, mantenendo il nome "New York Shipbuilding" nonostante la posizione. Il cantiere si distinse per l'applicazione di metodi avanzati di costruzione in acciaio e tecniche di produzione innovative ispirate all'assemblaggio in serie, con capannoni coperti che permettevano di continuare i lavori indipendentemente dalle condizioni meteorologiche.
Nel corso della sua attività, la New York Shipbuilding costruì più di 500 navi (altre fonti indicano oltre 670) per la US Navy, la marina mercantile statunitense, la USCG e altri contesti marittimi, inclusi clienti internazionali. La sua produzione fu estremamente varia, spaziando dalle portaerei alle chiatte, dalle corazzate alle navi passeggeri di lusso.
Al suo apice, durante la seconda guerra mondiale, la New York Ship fu il più grande e produttivo cantiere navale al mondo. Tra le sue produzioni più note figurano il cacciatorpediniere USS Reuben James (DD-245), l'incrociatore USS Indianapolis (CA-35), la portaerei USS Kitty Hawk (CV-63), la nave a propulsione nucleare NS Savannah, e un quartetto di navi di linea per merci e passeggeri soprannominato "Four Aces" (Quattro Assi).
L'attività del cantiere cessò nel 1967. Attualmente, le installazioni che appartenevano al cantiere sono integrate nel porto di Camden (New Jersey).